# Kanarisk lager
Kanarisk lager (Laurus novocanariensis) är en lagerväxtart som ingår i lagersläktet (Laurus). Populationen listades en längre tid som synonym till atlantlager (Laurus azorica) men sedan 2002 godkänns den som art.
Trädet når en höjd av 15 till 20 meter och det har 5 till 17 cm långa blad. Gallbildningar som kan förekomma på stammen och grenar orsakas av svampen Laurobasidium lauri.
Arten förekommer på Kanarieöarna och på Madeira. En liten population registrerades i södra Marocko. Trädet växer i kulliga områden och i bergstrakter mellan 100 och 1500 meter över havet. Laurus novocanariensis ingår i olika slags skogar. Den kan regionalt vara det förhärskande trädet.
Växten trä används för produktionen av träkol och i viss mån som byggnadsmaterial. Oljan från frukterna har olika användningsområden inom den traditionella medicinen. På Madeira brukas kvistarna för att grilla spetsat kött.
Beståndet på Gran Canaria minskade på grund av skogsbruk. Efter inrättning av skyddsåtgärder har populationen återhämtad sig. Introducerade växter på öarna kan öka risken för bränder. Hela populationen anses vara stabil. IUCN listar arten som livskraftig (LC).